# Empoasca parvipenis
Empoasca parvipenis är en insektsart som beskrevs av Irena Dworakowska 1994. Empoasca parvipenis ingår i släktet Empoasca och familjen dvärgstritar. Inga underarter finns listade i Catalogue of Life.